# Rakentajantalo
La maison du constructeur (en finnois : Rakentajantalo) est immeuble de bureaux conçu par Alvar Aalto et situé à Jyväskylä en Finlande,.

## Présentation
L'immeuble de bureaux Rakentajantalo conçu par Alvar Aalto est situé à proximité immédiate de l'ancien commissariat de police de Jyvaskylä.
Le site faisait à l'origine partie du projet d'Alvar Aalto pour le centre-ville de Jyväskyla, comprenant la mairie avec ses bureaux administratifs, mais c'est l'immeuble de bureaux Rakentajantalo qui y a été construit en 1978.
Les rénovations de la Rakentajantalo, ont eu lieu en 2006 et en 2019.
De nos jours, l'immeuble abrite le bureau de la construction de Jyväskylä qui fournit des services de conseil en structure urbaine et qui accompagne les citadins dans les domaines liés au cadre de vie et à la construction, tels que l'aménagement du territoire, les parcelles, les espaces verts et les services de permis de construire. L'unité économique de la ville de Jyväskylä, à savoir Business Jyväskylä est aussi installée dans l'immeuble.

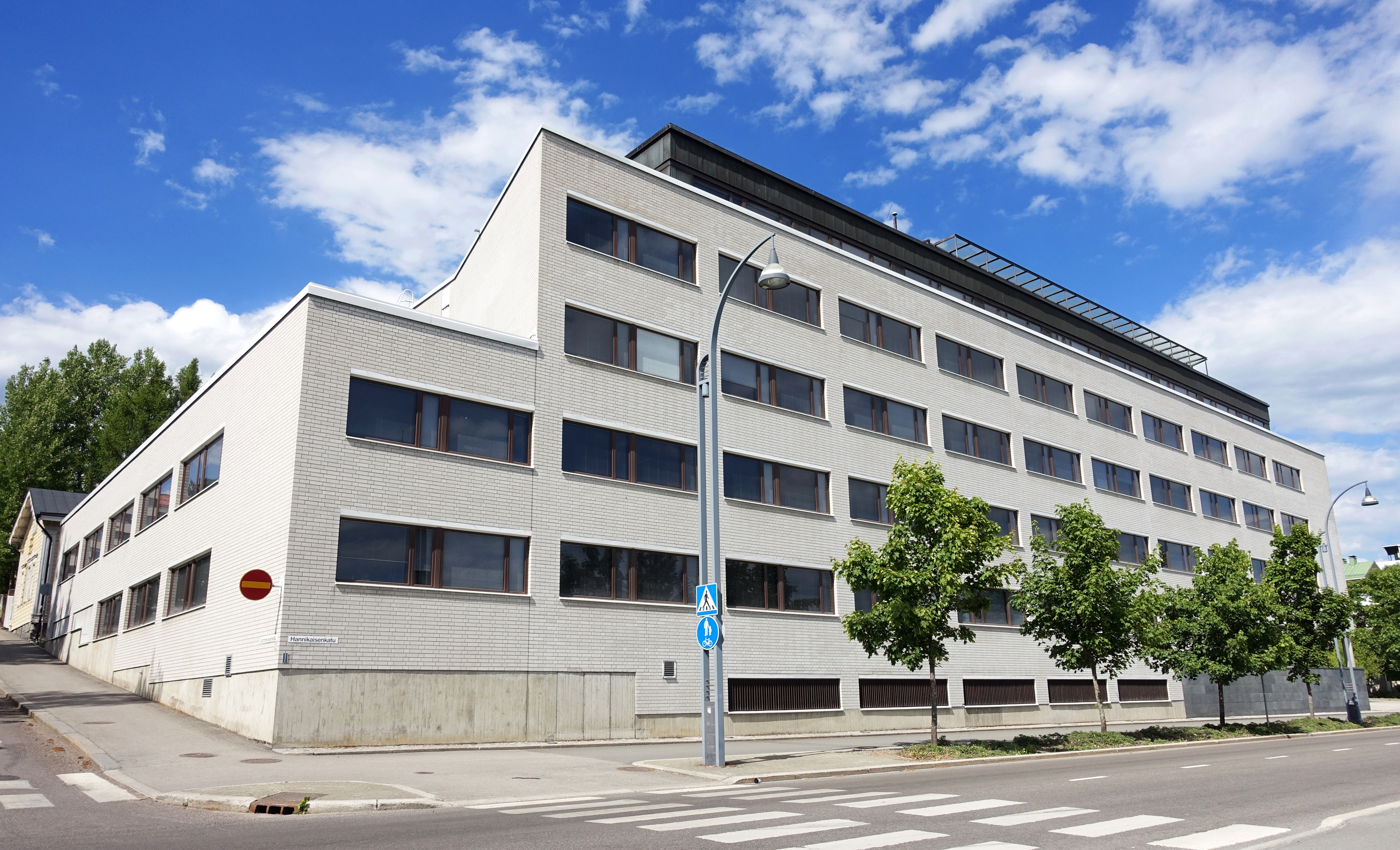